# Ramón Álvarez (Uruguay)
Ramón Álvarez fue un empresario uruguayo, que vivió durante el siglo XIX y quien fue el responsable de la fundación de tres pueblos en el interior del país.

## Fundador de pueblos
Los pueblos de La Paz en el departamento de Canelones, y 25 de Agosto y 25 de Mayo en el departamento de Florida, fueron fundados por Don Ramón Álvarez. El primero de ellos fue fundado el 28 de febrero de 1872 alrededor de la preexistente estación Independencia del Ferro-Carril Central (16 kilómetros de Montevideo).
25 de Agosto fue fundado en la zona conocida previamente como Juan Chazo en el límite sur del departamento de Florida con los de Canelones y San José.
Finalmente, se dice que el 25 de mayo de 1874, don Ramón Álvarez compró unos campos en el lugar conocido como Isla Mala, los dividió en parcelas y las vendió. Así nació, al costado de la estación homónima, la villa que con el tiempo recibió el nombre de 25 de Mayo (Ley 6.196 del 17 de junio de 1918) en honor a la revolución libertadora argentina y no a la fecha de fundación o de adquisición de los campos como se cita a veces.
En estos tres lugares existen estatuas de la Libertad similares, las que fueron donadas por el propio Ramón Álvarez.
La escuela n.º 233 de la ciudad de La Paz (antigua escuela n.º 108, turno vespertino), lleva por nombre "Ramón Álvarez". En el mismo lugar, funciona la escuela n.º 107 (turno matutino), "José Belloni".